# Radek Divecký
Radek Divecký (ur. 21 marca 1974 w Cieplicach w Czechosłowacji) – czeski piłkarz, występujący na pozycji napastnika.
Radek Divecký zaczynał karierę w rodzinnym mieście, w klubie TJ Šklo Union Teplice. Później grał również w niższych ligach, w klubach: Hvězda Trnovany i Spartak Bystřany. W sezonie 1995/1996 przeszedł do pierwszoligowego klubu FK Teplice. Tam z marszu został podstawowym zawodnikiem i grał w Teplicach 5 pełnych sezonów, rozgrywając w I lidze czeskiej 128 meczów i strzelając 31 bramek.
W 2000 r. wyjechał grać do Korei Południowej, do pierwszoligowego klubu Jeonnam Dragons, dla którego strzelił wprawdzie 2 bramki, jednak nie sprawdził się i szybko wrócił do ojczyzny, w 2001 r. został zawodnikiem jednego z lepszych zespołów tamtejszej ligi Slovana Liberec (10 gier, 1 bramka). W tym samym roku powrócił do FK Teplice, gdzie odzyskał miejsce w podstawowym składzie. W klubie z zachodnich Czech grał przez 3 sezony, z jednym wypożyczeniem do FK Mladá Boleslav na wiosnę 2004. Jego ogólny bilans w lidze czeskiej na dzień 1 lipca 2005 to 221 meczów i 55 goli.
Wiosną sezonu 2004/2005 przybył do Polski, do klubu Pogoń Szczecin. W rundzie wiosennej zadebiutował meczem z Legią Warszawa (0:3) 11 marca 2005 roku, zaś pierwszą bramkę strzelił Lechowi Poznań, w pamiętnym meczu przerwanym z powodu stanu umierającego papieża Jana Pawła II. W barwach Pogoni występował do końca 2005 r.
W polskiej I lidze rozegrał 22 mecze i strzelił 3 bramki.
Po odejściu ze Szczecina wrócił do klubu czeskiej ekstraklasy FK Marila Příbram, gdzie występował do końca rundy wiosennej sezonu 2005/2006. W 12 rozegranych meczach zdobył 3 gole. Od 30 września 2006 na zasadzie wypożyczenia reprezentował drugoligowy czeski klub Bohemians 1905 z Pragi Vršovic.
16 stycznia 2007 Divecky podpisał roczny kontrakt z polskim II ligowcem Jagiellonią Białystok, w którym występował do końca rundy wiosennej sezonu 2006/2007.
Jesienią 2007 reprezentował barwy czeskiego klubu SK Sokol Brozany nad Ohří występującego w Divize B (odpowiednik polskiej IV ligi), gdzie rozegrał 3 mecze, w każdym zdobywając jedną bramkę. Wiosną 2008 roku reprezentował ponownie barwy 1. FK Příbram, by od wiosny sezonu 2008/2009 powrócić do klubu z Brozan.